# Palace of Beaulieu

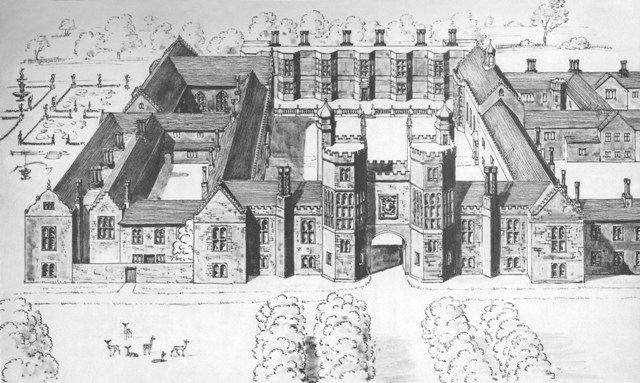
Beaulieu Palace cirka 1580

Palace of Beaulieu är ett slott i Boreham i Essex i England, nordväst om Chelmsford.  Det var ett kungligt slott mellan 1516 och 1573, och användes som bostad åt den senare Maria I av England från 1537 fram till hennes trontillträde 1553. Det kallades enbart Beaulieu under 1500-talet, och har både före och efter varit känt som New Hall. 

## Historik
Egendomen nämndes första gången 1062 och 1491 fanns en herrgård på platsen. 
Huset såldes år 1516 av Anne Boleyns far Thomas Boleyn, 1:e earl av Wiltshire till Henrik VIII, som byggde om den lilla herrgården till ett vidsträckt kungligt tegelpalats. Hovet vistades ofta på slottet under Henrik VIII:s regeringstid. År 1537 fick Maria Tudor tillstånd att bo fritt i vilket kungligt slott hon önskade, och fram till sitt trontillträde 1553 valde hon ofta att bo på Beaulieu. 
År 1573 gav Elisabet I slottet till Thomas Radclyffe, 3:e earl av Sussex. George Villiers, 1:e hertig av Buckingham, köpte palatset 1622, och det besöktes ofta av kungliga hovet under 1600-talet. Karl II:s hov besökte det ofta när det ägdes av George Monck, 1:e hertig av Albemarle. Under 1700-talet förföll egendomen och i mitten av seklet revs delar av slottet. 
Från 1798 har byggnaden inhyst skolan New Hall School.